# Braderochus retrospinosus
Braderochus retrospinosus là một loài bọ cánh cứng thuộc họ Xén tóc.